# Ямна культура
Я́мна культу́ра, Культура охрових могил (ямна етнокультурна спільність) — археологічна культура кінця мідної доби (енеоліту) та ранньої бронзової доби (3600—2300 до н. е.), поширена в Східній Європі від Уралу до середнього Дунаю; в Україні в степових і лісостепових зонах, у сточищі Дніпра, на Приазов'ї і в Криму (Сторожова могила, середній і верхній шари Михайлівського поселення, Скелі Каменоломні та Генералка 2 ін.). Основна ознака ямної культури — поховальні пам'ятки, поховання у положенні ембріона (підігнутими до обличчя колінами) під курганами (найдавнішими з відомих понині).
Відкрив культуру Василь Городцов за результатами розкопок на Сіверському Донці у 1901—1903 рр.
У наш час серед фахівців поширена думка, що ямна культура є похідною від середньостогівської культури і є пращуром частини індоєвропейських народів або індо-іранських народів.

## Назва
Назва походить від поховань у ямах під курганними насипами, в яких були поховані члени одного роду. Померлих ховали в скорченому положенні на спині або на боці й посипали червоною вохрою; біля померлих клали посуд з їжею (переважно горщики яйцеподібної форми), кам'яне (рідше мідне) знаряддя і зброю. Поселення ямної культури бували деколи укріплені; житла переважно наземні, основним заняттям населення було скотарство, зачатки хліборобства, мисливство і рибальство. Знайдено залишки возів, до яких запрягали волів, а також знайдено скульптури зі схематичними зображеннями людських постатей.

## Ямна культурно-історична спільнота

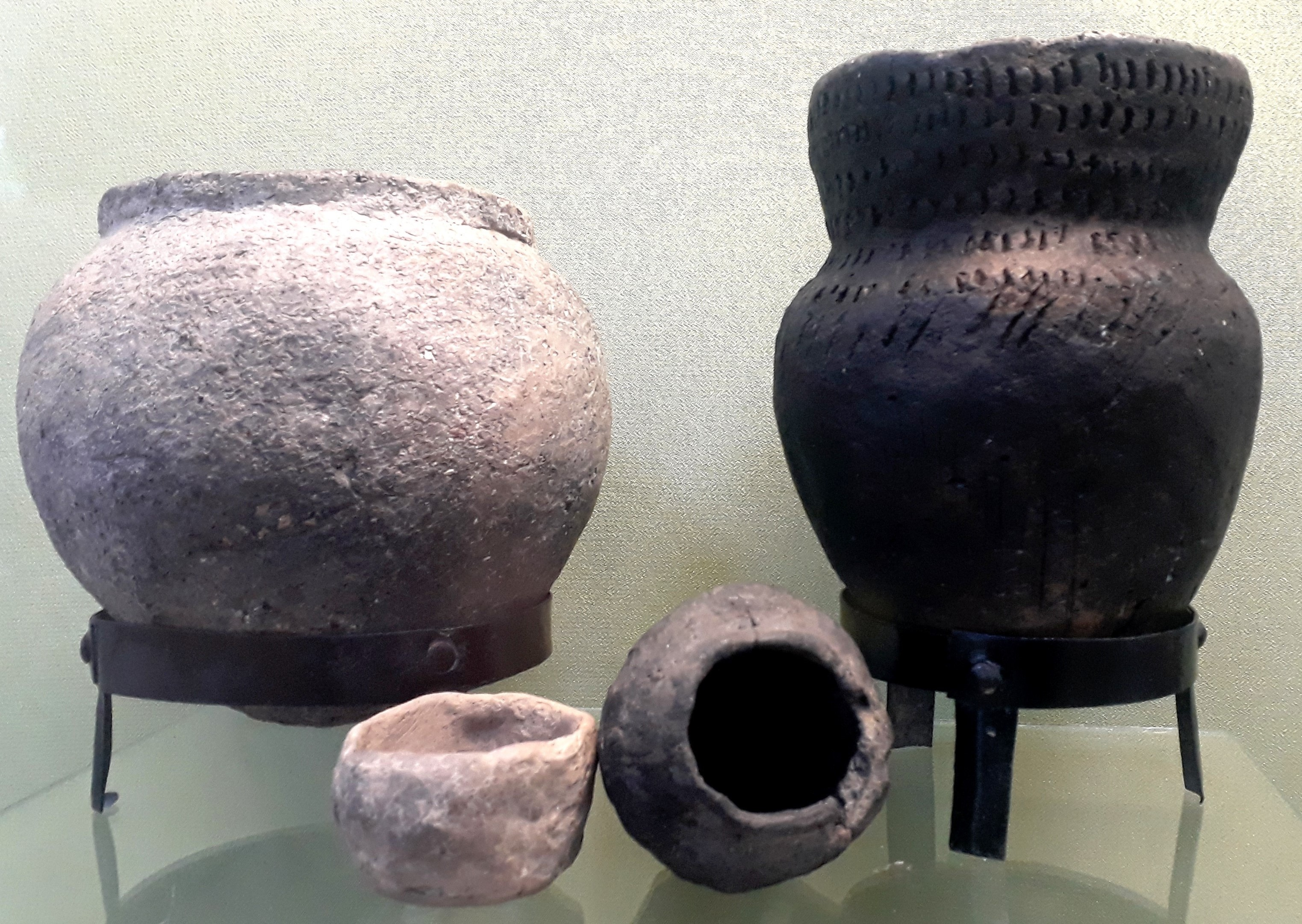
Посуд, знайдений в похованнях, що відносять до ямної культурно-історичної спільноти (Національний музей історії України)

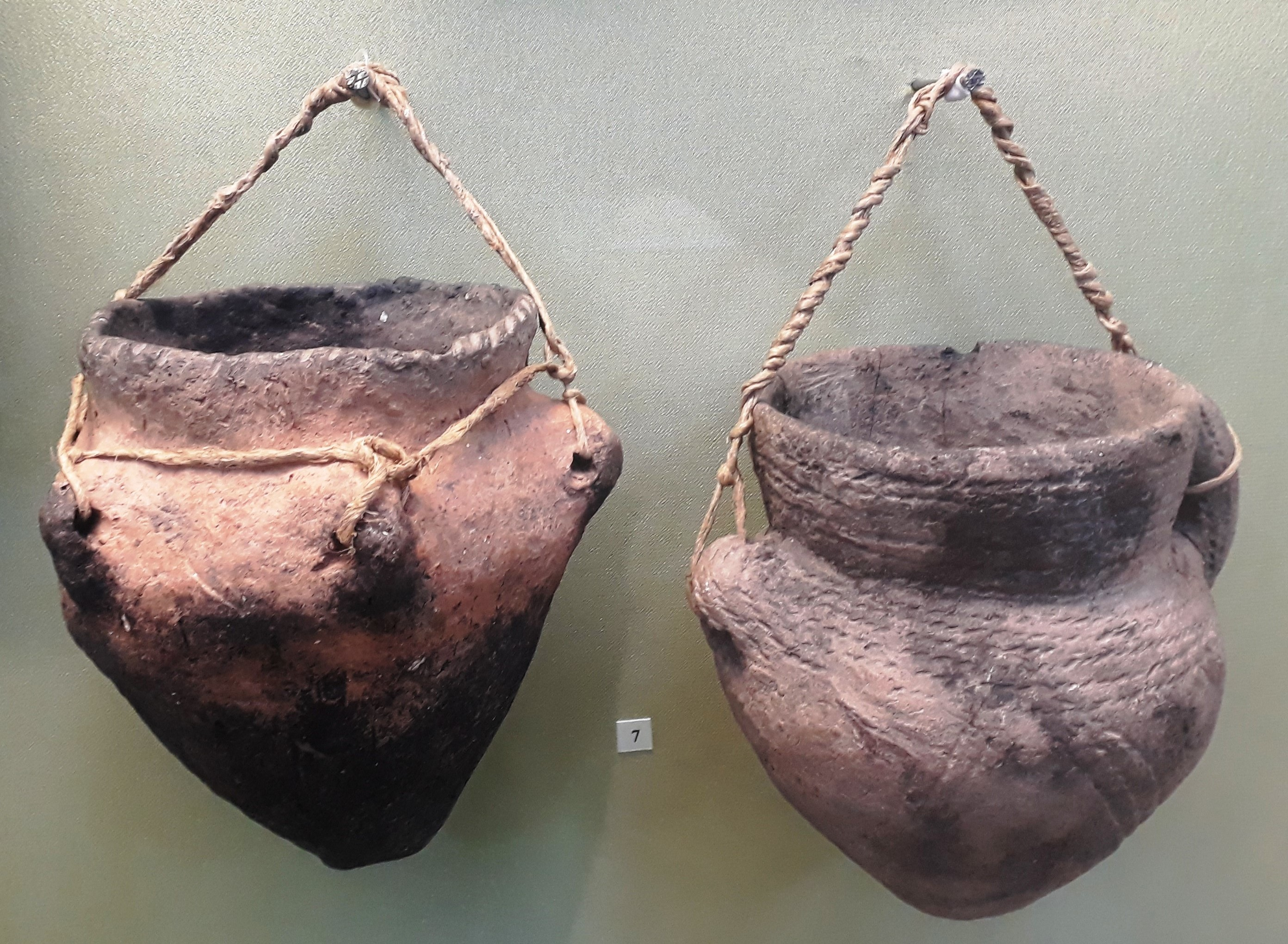
Посуд, знайдений в похованнях, що відносять до ямної культурно-історичної спільноти (Національний музей історії України)

Ямна спільнота об'єднувала пам'ятки ямної, буджацької та полтавкинської культур, що відносяться до періоду раннього бронзової доби (XXX—ХХІІІ ст. до н. е.).
Будівництво курганів стало ознакою поширення ямної спільноти у степу та лісостепу Східної та Центральної Європи, від Зауралля на сході до теренів Сербії, Болгарії та Угорщини на заході. Саме тому вона має менш поширену другу назву — ямно-курганна культурно-історична спільнота.

## Періодизація

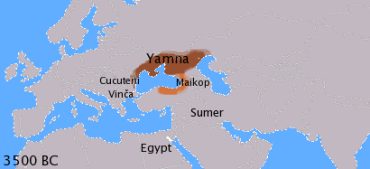
Поширення ямної культури у 4-му тисячолітті до Різдва Христового

У розвитку ямної культури виділяються 3 періоди:
- Перший (ранній) етап (1-ша половина — середина 3-го тисячоліття до н. е.)

По всій території ямної культури поширені одноманітні поховання з лежачими на спині й забарвленими вохрою кістяками, орієнтованими головою на схід, гостродонні і круглодонні посудини з високим горлом, врізним, накольчастим і штампованим орнаментом, прикраси з раковин і кістки, кам'яні вироби (у тому числі зооморфні «скіпетри») при майже повній відсутності металу. Поселення — тимчасові стоянки скотарів. Вже на ранньому етапі окремі групи племен ямної культури вторгаються у Подунав'я і на Балканський півострів.
Микола Мерперт пов'язав складання ямної культури і першу хвилю поширення давньоямних племен з виникненням відтворювального господарства та курганного обряду поховань у Волзько-Уральському та Волзько-Донському степовому межиріччях. У той самий час у Нижній Наддніпрянщині існувала середньостогівська культура, риси котрої перетинаються з давньоямними пам'ятками за відсутності ритуальної єдності, та існуванням на Доні й Донці населення дніпро-донецької культури. Доволі скоро хвиля давньоямних племен сягає Передкавказзя та Північно-Західного Надчорномор'я та далі, що позначається появою тут найдавніших підкурганних поховань та конеголових скіпетрів. У процесі змішання та асиміляції народилася та ритуальна єдність, що засвідчує появу давньоямної культурно-історичної спільноти.
- Другий етап (3-тя — початок 4-ї чверті 3-го тисячоліття до н. е.)

Виникають локальні варіанти. У причорноморських степах разом з ознаками раннього етапу з'являються поховання на боці з орієнтуванням головою на захід, яйцеподібні посудини з низьким горлом, плоскодонні горщики, шнуровий орнамент, мідні вироби (ножі, шила). На заході окремі племена ямної культури переходять до осідлості і створюють постійні поселення (Михайлівське поселення, Генералка 2 Скеля Каменоломня та ін. на Нижньому Дніпрі).
- Третій етап (кінець 3-го — початок 2-го тисячоліття до н. е.)

Локальні відмінності наростають: архаїчні обрядові ознаки та інвентар зберігаються тільки у волзько-уральському варіанті. Західніше поширені поховання з кістяками, не завжди забарвленими вохрою, з нестійким орієнтуванням, ями з уступами, безкурганні могильники, плоскодонна кераміка. З'являються великі мідні вироби (клиноподібні сокири, провушні молоти) і специфічні комплекси кістяних прикрас з молоточкоподібними шпильками, вози із суцільними колесами. До кінця третього етапу зростання локальних відмінностей і поширення нових культур (перш за все катакомбної культури) привели до зникнення ямної культури.
Микола Мерперт вважав, що до 3-ї фази ямної культури відносяться верхній шар Михайлівського поселення (перший, другий і нижній горизонти Михайлівки-ІІІ) та Репінської культури. Датування припадає на 3-ю — початок 4-ї чверті 3 тисячоріччя до н. е. На нижній Наддніпрянщині відбуваються зміни у поховальному обряді (поява безкурганних могильників, наростання західної орієнтації) та кераміці, провідним прийомом оздоблення якої стає шнур. Взаємодія з пізньотрипільським світом спричинила ускладнення економіки нижньодніпровського населення. Наслідком чого тут сформований новий найскладніший центр ямної КІС.

## Локальні варіанти

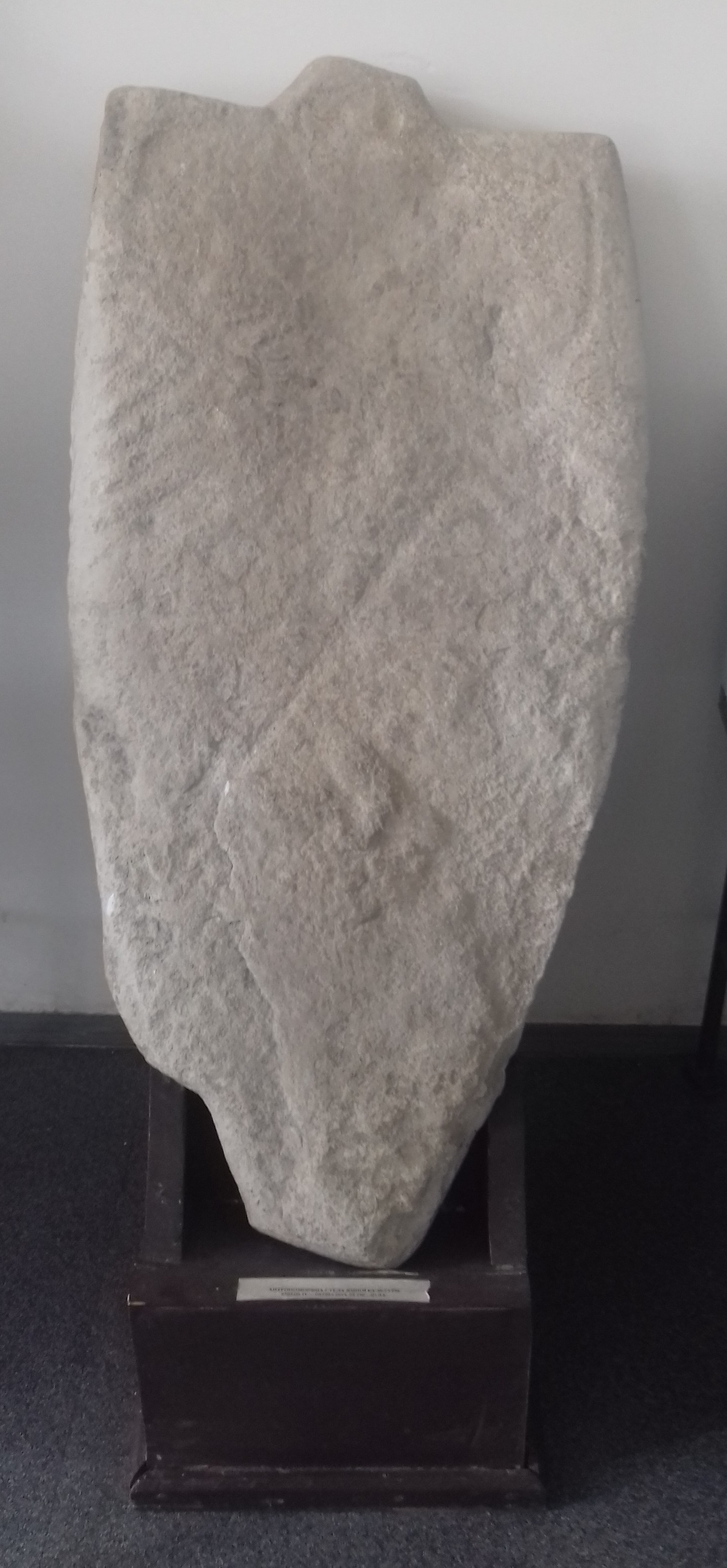
Антропоморфна стела ямної культури. Одеський археологічний музей.

У ямній культурі (КІО) виділяють наступні локальні варіанти та культури — на території України: нижньодніпровський, приазовсько-кримський, побузький, донецький і середньодніпровський варіанти, буджацьку культуру; на території Росії: нижньоволзький, середньоволзький, дінський, приуральський і північно-кавказький варіанти, новотитарівську і полтавкинську культури.
Місцеві варіанти ямної культури на території України:
- Нижньодніпровський варіант
- Приазовсько-кримський варіант
- Побузький варіант
- Донецький варіант
- Середньодніпровський варіант
- Буджацька культура

Місцеві варіанти ямної культури на територія Росії
- Нижньоволзький варіант
- Середньоволзький варіант
- Дінський варіант
- Приуральський варіант
- Північно-кавказький варіант
- Новотитарівська культура
- Полтавкинська культура

### Нижньодніпровський варіант
Виділений М. Я. Мерпертом (1968). Нижньодніпровська степова група охоплює нижню течію Дніпра, включно Надпоріжжя. Вона виділяється серед інших варіантів кількістю та різноманітністю пам'яток. На цій території зосереджені великі поселення (Михайлівка, Любимівка, Дрімайлівка та інші), величезна кількість курганних могильників, а також безкурганні, котрі зберігають більш давні та місцеві традиції. Відкриті поховання і на самому Михайлівському поселенні, що не характерно для степових культур, але притаманно для ранньоземлеробських культур Північно-Західного Причорномор'я. У цілому для групи характерний посуд яйцеподібної форми з округлим або дещо сплощеним дном. Різновидом цього посуду є горщики з ручками і вушками, з добре загладженою і дещо підлощеною поверхнею, близькі до кераміки кемі-обинської культури. Трапляються курильниці на трьох-чотирьох ніжках, невідомі в інших районах. Співіснування кемі-обинських і пізньоямних племен документується поки нечисленними прикладами курганної стратиграфії, а також подібними типами металевих виробів. Враховуючи локальні відмінності у поховальному обряді та інвентарі у межах нижньодніпровської групи, дослідники виділяють тут сім мікрорайонів: білозерський, приморський, нікопольський, криворізький, надпорізький, нижньодніпровський, лівобережний (Мерперт, 1968).

### Донецький варіант
Виділений М. Я. Мерпертом (1968).
Донецький варіант займає правий берег Сіверського Дінця, басейн рік Бахмут, Торець, Берека, Оскіл, Красна, а також Орільсько Самарське межиріччя. В межах території поширення цієї групи поселення поки дуже рідкісні (Бритюк, 1997).
Пам'ятки представлені підкурганними похованнями в ямах, достатньо часто перекритих великими дерев'яними плахами, іноді обпаленими. Серед поховань виділено кілька хронологічних груп (Мерперт, 1968, Марина, 1979). Найдавнішими є випростані поховання. Більш пізні — на спині із зігнутими ногами і східною орієнтацією. Найпізнішу групу складають скорчені на правому боці, орієнтація їх переважно східна. Скелети і дно могили посипані вохрою.
Інвентар, що супроводжує поховання, бідний. Іноді трапляються вістря стріл і списів, кістяні шила, гарпуни. Металевих виробів знайдено мало. Найчастіше в могилах трапляється посуд: горщики яйцеподібної форми з невисокою прямою шийкою і роздутими у верхній частині боками. Посудини лиш зрідка прикрашені орнаментом: відбитками шнура і гребінчастого штампу. Орнамент, як правило, займає лише верхню частину форми: на вінчиках — кілька горизонтальних ліній, а на плічки спускаються трикутники вершинами донизу. Іноді проміжки між трикутниками заповнюються невеликими відрізками відбитків шнура. В окремих випадках на верхньому зрізі вінчика трапляються насічки. Часто зовнішня сторона посудин вкривалась смугоподібним загладжуванням, що мало характер орнаменту.

### Середньодніпровський варіант
Виділений М. Я. Мерпертом (1968).
Середньодніпровський (або північно-західний) варіант охоплює ряд районів у лісостепу в середній течії Дніпра (від гирла Десни до гирла Ворскли) і басейни його правих приток: Стугни, Росі, Росави, Тясмину, Омельника, а на Лівобережжі — Трубежа, Супою, Золотоношки, Сули. Пам'ятки представлені тут переважно курганними могильниками та поселенськими пам'ятками. Поховання в курганах є основними і впускними. Вони здійснені в неглибоких материкових ямах і дуже рідко — на рівні давнього горизонту. Як правило, ями перекриті дерев'яними плахами. Трапляються скорчені поховання на спині та на правому боці. Поховань раннього «спільнодавньоямного» горизонту нема. Відомі лише поховання, що відповідають другій і третій нижньодніпровським групам. Переважає західна орієнтація. Характерна посипка вохрою. Ями поховань у басейнах Тясмину, Сріблянки, Ташлика перекриті і викладені деревом. Переважають безінвентарні поховання.
При похованих знайдені підтрикутної форми наконечники стріл з виїмкою в основі, зрідка кості тварин і посуд. Кераміка знаходить відповідності лише в Михайлівці ІІІ. На відміну від решти груп у середньодніпровській частіше трапляються широкогорлі посудини видовжених пропорцій зі слабковиділеними вінчиками, що плавно переходять в покатий тулуб, котрий закінчується часто гострим дном. Іноді посуд прикрашений горизонтальними рядами пальцевих защипів або відбитками шнура та гребінчастого штампу, що утворюють трикутні фігури. За даними стратифікованих курганів виділені три групи, за котрими розподілені поховання цього району. Перша група об'єднує поховання в материкових ямах, скорчені на правому боці зі східною орієнтацією, фарбовані вохрою (тобто такі, що відповідають другій нижньодніпровській групі). Вона переважно передує складенню середньодніпровської культури. Другу групу складають поховання на горизонті зі скорченими на боці непофарбованими кістяками і нестійкою орієнтацією. В обох групах знайдені яйцеподібні посудини, у другій групі відомі також плоскодонні горщики, що помітно відрізняються від нижньодніпровських і відображають західні впливи на культуру групи. Тут же знайдені типові комплекси кістяних прикрас із молоточкоподібними шпильками. Ця група синхронна ранній середньодніпровській та взаємодіє з нею. Результати цієї взаємодії відображені змішаною третьою групою: у ній поєднуються давньоямні обрядові традиції із середньодніпровським інвентарем.
Уся історія даного варіанту ознаменована складною взаємодією давньоямних племен, що просунулися з півдня з центральноєвропейськими групами, котрі просувалися із заходу і південного заходу.
Це один з небагатьох варіантів ямної культури, де відомо досить багато поселенських пам'яток — короткочасних стоянок з бідним культурним шаром і довготривалих поселень з насиченим культурним шаром, слабозаглибленими житлами та іншими об'єктами. Абсолютна більшість цих пам'яток розташовані на невеликих островах в широких заплавах рік 1-го і 2-го порядку (Дніпро і його притоки), найбільш відоме з яких поселення Десятини в долині Тясмину на Чигиринщині (Сиволап, 2003). Відомі також стоянки на берегах малих рік і на вододілах.
З матеріалів поселень можемо отримати уявлення про домашні ремесла середньодніпровських ямників. Це домобудівництво (заглиблені котловани жител, стовпові ями, шматочки «обмазки», величезні кварцитові відщепи-копачки для копання ям); каменеобробка — добування, сколювання (ріняки і сколи на стоянках), шліфування і свердління каменю, у тому числі, виготовлення бойових сокир-молотів (заготовки, брак, висвердлки), ріжучих, шкребучих та інших знарядь з кременю, кварциту та ін. (знаряддя, нуклеуси, відщепи, лусочки); деревообробка (скобелі, абразиви та ін.); косторізне ремесло (мотика, проколки, лощила, нарізні пронизки, молоточкоподібні шпильки); кушнірство (скребла і скребачки, ті ж кістяні лощила), прядіння і ткацтво (прясла, напрясла, ткацькі грузила), гончарство (фрагменти сотень посудин, печина, керамічні лощила, кістяні штампи-орнаментатори, гребінки зі скойок мушель Unio для нанесення розчосів на поверхні посуду). Знахідки ллячок, кам'яних товкачів, ковадел, мідно-бронзових речей (шила, ножі, бляхи, сережки, сплески металу) наштовхують на думку про існування примітивної металургії (мідь, олов'яниста бронза, зрідка срібло, свинець). Відомі також зернотертки.

## Суспільна організація
Племена ямної культури мали високу як на той час суспільну організацію патріархального типу. Матеріали курганних могильників, де основним (центральним) було поховання чоловіка — глави сім'ї, патріарха (над його похованням нерідко насипали курган), підтверджують провідне місце чоловіків у житті племен ямної культури. В той же час поховання ямної культури ще не дають достатніх матеріалів, які б засвідчили наявність майнової диференціації у цих племен. Тільки деякі знахідки, що можуть розглядатися як символ влади племінних вождів (булави, кинджали і особливо скіпетри), вказують на виділення з загальної племінної маси панівної верхівки.

## Побут
Є дані, що свідчать про початок виробничої спеціалізації окремих племен ямної культури. Так, у Надпоріжжі, у межах поселень Скеля-Каменоломня та Стрільча Скеля, виявлено майстерні, в яких виготовлялися сокири-молоти не тільки для забезпечення потреб місцевого населення, а й на обмін. Ямні племена знали і метал, про що свідчать знахідки мідних тесел, доліт, кинджалів, шил. Кам'яні знаряддя — ступи, товкачі та глиняні сопла — підтверджують існування місцевої металообробки. Але вона була незначною, і тому Північний Кавказ був тим основним джерелом, звідки степове населення протягом бронзової доби одержувало металеві вироби і сировину. Це підтверджується формою знарядь і хімічним складом металу.

## Ідеологія племен
В ідеології племен ямної культури помітне місце посідав культ предків. Померлих вони ховали під курганами, спорудження яких вимагало зусиль великого колективу. Деякі дослідники вважають, що кургани степової смуги України слід розглядати як складні архітектурні споруди. Курган — це ще й священне місце. На вершинах деяких курганів споруджували святилища, що свідчить про ускладнення ідеологічних уявлень у степових скотарських племен. Для поховання викопували глибокі ями, на дно клали померлого у скорченому положенні й засипали вохрою. Червоний колір вохри — колір сонця, вогню і крові — символізував життя, світло, очищення. Поховальні ями здебільшого перекривали дерев'яним накатом та очеретом. Залежно від місцевих традицій спостерігаються особливості як у будівництві поховальних споруд, так і в поховальному ритуалі. Зокрема, у ямних племен, що жили на Сіверському Донці, був поширений звичай обпалювати дерев'яні колоди, що пов'язано з культом очисної сили вогню. Племена Степового Подніпров'я, Приазов'я та Криму для будівництва поховальних споруд — кромлехів і перекриття поховальних ям широко застосовували камінь. Під насипом кургану знаходилося кілька поховань, з яких основним було поховання чоловіка.

## Звичаї та культура
З племенами ямної культури пов'язують монументальну скульптуру — антропоморфні стели, перші пам'ятники людині. Кам'яні стели мають велике значення для вивчення історії релігії і вірувань. Деякі дослідники вбачають у них надгробники, на яких у грубій формі зафіксовані риси померлих родичів, інші вважають, що це вожді або ідоли, і пов'язують їх появу зі зміцненням влади патріархального предка, якому надавали рис божества. Але в усіх випадках антропоморфні стели виражають ідею звеличення людини.
Провідна роль скотарства в господарстві ямних племен зумовила виникнення відповідних культів. Зокрема, у них, як і в багатьох стародавніх народів світу, священною твариною вважався бик. Так, в одному з курганів поблизу Красноперекопська над перекриттям поховальної ями виявлено черепи 12 биків, а в похованні недалеко від Сімферополя — кам'яне навершшя у вигляді стилізованої голови бика. Крім того, у племен ямної культури існував культ сонця, вогню. Їх творчість відтворена в орнаментації посуду, а знахідки флейт розкривають одну із сторін духовного життя ямних племен — світ музики.

## Ямна культура у Пензенській області
Культура мідної й ранньобронзової доби у 2500—1800 роках до Р. Х.. Пензенська область входила у зону кочування давньоямних племен. Ямні племена — перші кочівники-скотарі Середнього Надволжя. Давньоямні племена витісняються зі значної частини своєї території катакомбними племенами. На основі давньоямної культури формується населення полтавкинської й абашевської культур.

## Артефакти ямної культури
|  |  |  |  |

## Інтернет-ресурси
- Ямна культура